# Петко Росен
Петко Георгиев Чорбаджиев, с псевдоним Петко Росен, е български писател, критик и деец на ВМОРО.

## Биография
Роден е в лозенградското село Ковчас, тогава в Османската империя. Баща му Георги Чорбаджиев е един от най-знатните хора в селото. Собственик на земи и стада, той предава на сина си отношение на стопанин към света и хората. Семейството се преселва в Княжество България в изоставеното черкезко село Гергебунар (дн. Росеново, Средецко) и по-късно в Бургас, където баща му е собственик на Минковия хан.
Петко Росен завършва гимназия в Русе през 1901 г. Записва се в Историко-филологическия факултет на Софийския университет, по-късно се прехвърля в Правния факултет. През 1903 г. участва в Преображенското въстание в Странджа. Следва правни науки в Париж и Женева. От 1909 г. се установява в Бургас. Участва в Балканската и Първата световна война, като служи в Четвърти пехотен македонски полк. След войните, след тригодишен престой на гребена на Беласица, Росен отново се установява в Бургас. Известно време е окръжен управител и народен представител. Работи като адвокат и литератор. Поддържа близки контакти с политика Кимон Георгиев. Запазена е негова кореспонденция със Стефан Тинтеров. Заради русофилските си чувства е интерниран в началото на Втората световна война за шест месеца в Панагюрски колонии. В хода на войната Росен протестира и е против депортиране на българските евреи. Участва пряко в спасяването на евреите в Бургас, като организира делегация до царя и други институции, които имат властта да спрат депортирането.
Първата си критична статия публикува в сп. „Демократически преглед“ – рецензия за повестта на Антон Страшимиров „На кръстопът“. Сътрудничи на списание „Мисъл“, в. „Заря“, „Слово“, „Свободна реч“, „Пряпорец“, „Бургаски фар“, „Бургаска поща“, „Златорог“, „Философски преглед“. През 1931 г. е избран за депутат от демократическата партия. През последните години от живота си води интересен дневник, в който записва впечатленията си от кратки срещи и разговори с представители на българската култура и литература.

## Памет
През 1981 година в Бургас е открито Средно училище „Петко Росен“.
На негово име Община Бургас учредява литературна награда плакет „Петко Росен“.
През 1997 година семейството му дарява архива от над 3000 тома на бургаската библиотека.